# Bandera de Singapur
La bandera de Singapur es va adoptar l'any 1959, any en què Singapur va obtenir l'autogovern dins de l'imperi Britànic. Va continuar sent la bandera nacional després de la independència del país de Malàisia el 9 d'agost de 1965. El disseny és un bicolor horitzontal de vermell sobre blanc, superposat al quarter per una lluna creixent blanca enfront de cinc estels de cinc puntes disposades en forma de pentàgon. Els cinc estels de la bandera representen els ideals del país: progrés, pau, justícia, igualtat i democràcia. Mentre que la mitja lluna representa l'islam.
La Llei d'armes i bandera i himne nacional de Singapur regeix l'ús i l'exhibició de la bandera nacional. Els ciutadans poden incorporar la bandera al disseny sempre que l'actuació no sigui irrespectuosa.

## Construcció i dimensions
La proporció de la bandera és de dues unitats d'alçada per tres d'ample (3:2).

Plantilla de construcció de la bandera.

### Colors
Per a la fabricació de banderes, el govern de Singapur va declarar que la tonalitat de vermell utilitzada a la bandera és Pantone 032. Segons les directrius publicades pel Ministeri d'Informació, Comunicacions i Arts (MICA, sigles en anglès), la bandera es pot reproduir en qualsevol mida i exposar-se en tot moment, però ha d'estar en les proporcions i colors especificats. MICA recomana les mides de 915 per 1.370 mm, 1.220 per 1.830 mm i 1.830 per 2.740 mm.
| Model de color | Vermell     | Blanc         |
| -------------- | ----------- | ------------- |
| Pantone        | Pantone 032 | Blanc         |
| CMYK           | 0-84-77-6   | 0-0-0-0       |
| RGB            | 239, 51, 64 | 255, 255, 255 |
| HTML           | #EF3340     | #FFFFFF       |

Els models CMYK, RGB i HTML s'han extret a patir del codi de Pantone descrit pel govern.

## Banderes històriques
Singapur estigué sota domini britànic a partir del segle xix, després d'haver estat fusionat a les colònies de l'estret juntament amb Malaca i Penang. La bandera que s'utilitzava per representar aquests assentaments el pavelló blau britànic amb un diamant vermell que contenia tres corones d'or, una per a cada assentament, separades per un pal invertit, que s'assembla a una Y invertida.

Bandera de les Colònies de l'Estret (1874-1925)
Bandera de les Colònies de l'Estret (1925-1946)
Bandera com a Colònia de Singapur (1946-1952)
Bandera com a Colònia de Singapur (1952-1959)

## Altres banderes

Bandera presidencial
Bandera de l'Estat, ús no militar, per a la Guàrdia Costera. Proporcions 1:2
Bandera naval. Proporcions 1:2.
Pavelló civil. Proporcions 1:2.